# Edoardo Garzena
Edoardo Garzena (4. maj 1900 i Torino – 26. maj 1984 i Torino) var en italiensk bokser som deltog under i de olympiske lege 1920 i Antwerpen. 
Garzena vandt en bronzemedalje i boksning under OL 1920 i Antwerpen. Han kom på en tredjeplads i vægtklassen fjervægt. I semifinalen tabte han til franske Jean Gachet som senere i finalen tabte til  Paul Fritsch. Der var 17 boksere fra 10 lande som stillede op i vægtklassen som blev afholdt fra den 21. til 24. august 1920. 